# 구례 화엄사 동 오층석탑
구례 화엄사 동 오층석탑(求禮 華嚴寺 東 五層石塔)은 전라남도 구례군 화엄사에 있는 남북국 시대 신라의 오층석탑이다. 1963년 1월 21일 대한민국의 보물 제132호로 지정되었다.

## 개요
화엄사 대웅전 앞에는 동서로 쌍탑이 서 있다. 그 중에 동쪽에 서 있는 것이 이 탑으로 크기는 서로 비슷하지만 서탑이 조각과 장식이 화려한 반면, 동탑은 아무런 장식없이 단정하다.
탑은 1단의 기단(基壇)위에 5층의 탑신(塔身)을 올린 형태로, 서탑의 기단이 2단인 것과는 조금 다른 모습이다. 기단의 각 면에는 모서리와 가운데에 기둥 모양을 조각하였다. 탑신부는 1층 몸돌이 높이에 비해 넓어 안정감이 있다. 또한 각 층 몸돌 너비의 줄어드는 정도에 비해 높이의 줄어드는 정도가 적어서 늘씬해 보인다. 지붕돌은 매우 평평하고 얇은데 몸돌을 따라 너비의 줄어드는 정도가 큰 편이며, 그 중 1층과 2층의 차이가 한층 크다. 꼭대기에는 머리장식으로 노반(露盤:머리장식받침)과 복발(覆鉢:엎어놓은 그릇모양의 장식)이 있고, 다시 사잇기둥을 두어 보주(寶珠:연꽃봉오리모양의 장식)를 올려 놓았다.
이 탑은 일반적인 통일신라시대의 탑이 2단 기단인데 비해 1단 기단으로 되어 있고, 기단부의 돌구성이 다소 느슨해진 경향이 있는 점으로 미루어 만들어진 시기는 서탑과 비슷한 9세기 경으로 짐작된다.

## 같이 보기
- 화엄사
- 구례 화엄사 서 오층석탑 (보물 제133호)
- 구례 화엄사 대웅전 (보물 제299호)

## 참고 자료
- 구례 화엄사 동 오층석탑 - 국가유산청 국가유산포털